# Église Sainte-Anne de Marcillé
L'église Sainte-Anne est une église catholique située à Marcillé-la-Ville, dans le département français de la Mayenne.

## Localisation
L'église est située dans le hameau de Sainte-Anne, à environ 6 kilomètres au nord-est du bourg de Marcillé-la-Ville.

## Histoire
L'ancienne paroisse de Sainte-Anne a été fondée en 1851, à la demande des habitants du hameau de Buleu et des hameaux environnants, pour qui l'éloignement géographique de l'église Saint-Martin de Marcillé-la-Ville rendait la fréquentation des offices peu aisée. Jusqu'alors, la messe était célébrée dans la chapelle Sainte-Anne de Buleu depuis le XVIIe siècle, et desservie depuis 1848 par le vicaire de Martigné-sur-Mayenne. La chapelle était fréquentée non seulement par les habitants du hameau, mais aussi par ceux des communes avoisinantes qui eux aussi pouvaient être éloignés de l'église de leur paroisse, soit au total 200 personnes environ.
Cependant, la présence du vicaire se faisait rare : les habitants du hameau obtiennent donc de Monseigneur Bouvier, évêque du Mans dont dépendait alors la Mayenne, l'érection de Buleu en tant que paroisse et le droit de construire une église et un presbytère le 27 février 1851. Le terrain permettant l'édification de l'église est donné en 1852 par monsieur Debrunville. L'abbé Vaugeois est alors nommé premier curé de la paroisse, le chantier de la nouvelle église débute en 1854 et l'édifice est consacré en 1856. La construction est en grande partie financée par les fidèles.
La paroisse avait son propre conseil de fabrique qui a permis de réparer en 1884 les murs, la couverture de l'église, le clocher et son horloge.
Lorsque le dernier curé quitte le hameau en 1985, l'église n'est plus entretenue et se dégrade rapidement. Fermée en 1998 pour raisons de sécurité, elle revoit le jour grâce à l'action de l'Association des amis de Sainte-Anne de Marcillé qui, depuis 2001, récolte des fonds ayant permis le réfection de la toiture en 2005, ainsi que celle du clocher, de la porte, des voûtes et des vitraux.

## Architecture et extérieurs
Le plan de l'église est en forme de croix latine.
A 20 m de l'entrée de l'église, une stèle ancienne a été disposée près d'un calvaire.

## Intérieur
L'église abrite un chemin de croix en bois, un maître-autel et différentes statues.